# La Garde-Adhémar
La Garde-Adhémar là một xã thuộc tỉnh Drôme trong vùng Rhône-Alpes đông nam nước Pháp. Xã La Garde-Adhémar nằm ở khu vực có độ cao từ 54-232 mét trên mực nước biển.